# 格雷格 (紐約州)
格雷格（英語：Greig）是一個位於美國紐約州劉易斯縣的鎮。

## 人口
根據2020年美國人口普查的數據，格雷格的面積為244.40平方千米，當中陸地面積為240.85平方千米，而水域面積為3.55平方千米。當地共有人口1179人，而人口密度為每平方千米5人。